# 이한수 (배우)
이한수(李漢洙, 1952년 9월 24일~)는 대한민국의 배우이자 영화인이다.
1971년 연극배우로 활약 이후, 1976년 KBS 3기 공채 탤런트로 선발되었다.

## 학력
- 중앙대학교 연극영화학과

## 출연 작품

### 영화
- 《아가씨와 사관》 (1985년)
- 《달빛타기》 (1986년)
- 《박철수의 헬로 임꺽정》 (1987년)
- 《물의 나라》 (1990년) - 강인구 역
- 《마을금고 연쇄습격사건》 (2007년) - 주인장씨 역

### 드라마
- 《문예극장 - 봄봄》 (KBS, 1979년)
- 《파천무》 (KBS, 1980년)
- 《풍운》 (KBS1, 1982년) - 황준헌 역
- 《우둥불》 (KBS1, 1982년) - 김윤 역
- 《첫사랑》(KBS1, 1984년)
- 《광장》 (KBS1, 1985년)
- 《내 마음 별과 같이》(KBS2, 1986년)
- 《사모곡》 (KBS2, 1987년)
- 《하늘아 하늘아》 (KBS2, 1988년)
- 《암소》 (KBS1, 1989년)
- 《지리산》(KBS1, 1989년)
- 《바람소리》 (KBS1, 1990년)
- 《지구인》 (KBS2, 1990년)
- 《몽기미 풍경》 (KBS1, 1990년)
- 《우리 아빠 홈런》 (KBS2, 1990년)
- 《너두 늙어봐라》 (KBS1, 1991년)
- 《옛날의 금잔디》 (KBS1, 1991년)
- 《삼국기》 (KBS1, 1992년) - 흑치상지 역
- 《위기의 남자》 (KBS2, 1992년)
- 《MBC 베스트극장- 남자만 넷》 (MBC, 1992년)
- 《사라비아 공화국》 (KBS2, 1994년)
- 《춘향전》
- 《젊은이의 양지》 (KBS2, 1995년) - 권투 체육관 김태수 부장 역
- 《김구》 (KBS1, 1995년)
- 《이웃집 여자》(SBS, 1997)
- 《보고 또 보고》 (MBC, 1998년) - 정금주의 맞선남 산부인과 의사 역
- 《왕의 여자》 (SBS, 2003년)
- 《명가》 (KBS1, 2010년) - 상남 역

### 뮤지컬
- 《홍도야 우지마라》 (2009년) - 최사장 역

### 연극
- 《送年 악극 사랑에 속고 돈에 울고》 (2009년) - 최사장 역
- 《사흘 동안》 (2011년) - 린드키스트 역

### 광고
- 1981년 삼양식품 꿀짱구 / 슈가콘
- 1985년 롯데제과 칸쵸 (Feat. 김성환)